# Real Ateneo Científico, Literario y Artístico de Vitoria
El Real Ateneo Científico, Literario y Artístico de Vitoria fue una institución cultural radicada en esa ciudad española.

## Historia
Lo fundaron en 1866 los catedráticos Eduardo de Ordea, Cristóbal Vidal y Antonio Pombo. En uno de sus reglamentos, datado en 1912, cuando dirigía la institución el arquitecto sevillano Francisco Javier de Luque, expone los siguientes objetivos: «El Ateneo es una Sociedad exclusivamente científica, literaria y artística, cuyo objeto es contribuir al mejoramiento de la cultura general, especialmente de nuestra Patria y preferentemente de la Provincia de Álava». Se emplaza, asimismo, a organizar conferencias y exposiciones para difundir la cultura, a granjearse el apoyo de autoridades que consigan dar mayor visibilidad a sus acciones y a establecer enseñanzas.
La institución, que también tuvo otros presidentes como Herminio Madinaveitia y Federico Baráibar —este último, además, había sido uno de sus impulsores—, publicó una revista, titulada El Ateneo, que en el periodo comprendido entre 1878 y 1880 remplazaría por otra de nombre Revista de las Provincias Euskaras. El primer número de El Ateneo data del 19 de abril de 1870, y se publicaba dos veces al mes, el día 15 y el último. Llegado ese 19 de abril de 1870, el Real Ateneo Científico, Literario y Artístico de Vitoria llevaba ya existiendo cuatro años, y se hace un balance de su trayectoria en los siguientes términos: «Procedemos de una escuela que, viviendo ya cuatro años en la atmósfera letal que axfisia [sic] las instituciones de este género, ha conseguido el respeto de los hombres de todos los partidos, porque sus aulas, lejos de ser estrecho circo destinado a las aciagas luchas que alteran las conciencias y matan la armonía, han sido tranquilo palenque siempre abierto a todas las ideas y nuevo templo destinado a respetar el pensamiento humano. Procedemos, por fin, de una institución que ha creado en sus socios el arraigado convencimiento de que la lozana vida de hoy es el precedente histórico de días en que todos aúnen sus esfuerzos y todos coadyuven a la vida de los estudios filosóficos tan agostados y muertos por el asolador aliento de las pasiones políticas».
El Ateneo vio la luz por última vez en 1884. Años después, en 1913, la institución crearía otra revista, titulada Ateneo, sin el artículo. Se publicó, por lo menos, hasta 1921. Esta tuvo entre sus principales impulsores al entonces presidente de la institución, Eduardo Velasco López de Cano. La institución sufrió problemas para sacarla adelante y, tras la muerte de Velasco en 1920, la revista se vio descontinuada en más de una ocasión, faltando a su cita mensual con los lectores. El de julio de 1931 es el último número del que se tiene constancia.